# Ск'янг-Кангрі
Ск'янг Кангрі (7545 м) — найвищий пік (44-й за висотою у світі) гірського хребта Балторо Музтаг гірської системи Каракорум, розташований на спірній території Гілгіт-Балтистан, на кордоні Пакистану з Китаєм, за 7 км на північний схід від К2 (8611 м — друга гора в світі за висотою).

## Сходження
У 1909 році Ск'янг Кангрі безуспішно намагався підкорити відомий альпініст і дослідник Луїджі Амадео ді Савойя під час експедиції на К2. Також невдачею закінчилася спроба сходження в 1975 році, коли один альпініст загинув, а іншого довелося евакуювати на вертоліті.
Перше сходження відбулося в 1976 році, коли японська експедиція підкорила Ск'янг Кангрі без будь-яких втрат. У 1980 році відомі американські альпіністи Джефф Лоу і Майкл Кеннеді спробували зійти по західній стороні Ск'янг Кангрі, але дійшли лише до 7070 метрів. Більше спроб сходження не було.

## Ресурси Інтернету
- Альпіністський клуб
- # 420123 Північний Пакистан на Google Earth

| Гора | Це незавершена стаття про гірську вершину. Ви можете допомогти проєкту, виправивши або дописавши її. |